# بوتل (إطار عمل)
بوتل (بالإنجليزية: Bottle)‏  هي واجهة بوابة خادم ويب ميكرو إطار عمل للغة البرمجة بايثون. صمم ليكون سريعا، سهلا وخفيفا. يوزع بوتل كملف منفرد دون أن يعتمد إلا على مكتبة بايثون القياسية. تعمل الوحدة أيضا في بايثون 2.7 و3x.
بوتل خفيف جدا بحيث يوفر إمكانية برمجة تطبيقات الويب سريعا.

## مثال
- مثال لمرحبا العالم !:

```
from
 
bottle
 
import
 
route
,
 
run
,
 
template

@route
(
'/hello/<name>'
)

def
 
index
(
name
):

    
return
 
template
(
''''Hello {{اسم}}'''
!
', name=name)

run
(
host
=
'localhost'
,
 
port
=
8080
)

```

## وصلات خارجية
- بوتل على موقع Open Hub (الإنجليزية)
- بوتل على موقع Free Software Directory (الإنجليزية)
- بوتل على موقع Free Software Directory (الإنجليزية)
- الموقع الرسمي